# Autocesta A2
 Ovo je glavno značenje pojma Autocesta A2. Za druga značenja pogledajte Autocesta A2 (razdvojba).
Autocesta A2 (Zagorska autocesta) je autocesta od Macelja na slovenskoj granici preko Krapine do čvora Jankomir (A2/A3). Sustav naplate je zatvoreni s dvije čeone naplate i četiri naplatne postaje u čvorovima autoceste. Cestom gospodari društvo "Autocesta Zagreb – Macelj d.o.o." (AZM) u vlasništvu Republike Hrvatske (49%) i 
Pyhrn Concession Holding GmbH (51%), čiji vlasnik je austrijska tvrtka Strabag. Ugovorom od 29. lipnja 2004. Autocesta Zagreb-Macelj d.o.o. povjerila je upravljanje autocestom tvrtci Egis Road Operation Croatia d.o.o., koja je u vlasništvu francuske tvrtke Egis Road Operation SA.

## Povijest gradnje
Veći dio autoceste (od Zagreba do Krapine) je izgrađen prije 1997. godine:
- 1991. - izgrađena dionica Zaprešić - Zabok (17 km)[5]
- 1996. - izgrađena dionica Zabok - Krapina (Velika Ves) (16,2 km)[5]

Preostala dionica (Krapina - Macelj) puštena je u promet 29. svibnja 2007.

## Čvorovi, izlazi i odmorišta
| Zagreb – Zaprešić (7,4 km)   |                                                |         |                                    |                                    |                                                   |
| Grad Zagreb                  | (7)                                            | 61,0 km | Čvorište Jankomir                  |                                    | → Bregana / Zagreb / Lipovac                      |
| Zagrebačka županija          | Vijadukt                                       | 57,4 km | Nadvožnjak Bestovje (100 m)        |                                    |                                                   |
| Zagrebačka županija          | Vijadukt                                       | 54,8 km | Most Sava (1.071 m)                |                                    |                                                   |
| Zagrebačka županija          | Vijadukt                                       | 54,1 km | Vijadukt HŽ Raduš (373 m)          |                                    |                                                   |
| Zagrebačka županija          | Vijadukt                                       | 53,0 km | Most Krapina (172 m)               |                                    |                                                   |
| Zaprešić – Krapina (33,2 km) |                                                |         |                                    |                                    |                                                   |
| Zagrebačka županija          | (6)                                            | 52,2 km | Zaprešić                           |                                    | → Zaprešić / Harmica / Bistra                     |
| Zagrebačka županija          | Zabrana prolaska bez zaustavljanja – cestarina | 50,2 km | Naplatna postaja Zaprešić          | Naplatna postaja Zaprešić          | Naplatna postaja Zaprešić                         |
| Zagrebačka županija          | Prometni znak Parkiralište                     | 44,0 km | Odmorište Jakovlje                 | Odmorište Jakovlje                 | Odmorište Jakovlje                                |
| Krapinsko-zagorska županija  | (5)                                            | 35,7 km | Zabok                              | D14                                | → Zabok / Bedekovčina / Tuhelj / Oroslavje        |
| Krapinsko-zagorska županija  | Prometni znak Parkiralište                     | 25,5 km | Odmorište Sveti Križ Začretje      | Odmorište Sveti Križ Začretje      | Odmorište Sveti Križ Začretje                     |
| Krapinsko-zagorska županija  | (4)                                            | 23,0 km | Sveti Križ Začretje                |                                    | → Sv. Križ Začretje / Varaždin / Ivanec           |
| Krapina – Macelj (17,9 km)   |                                                |         |                                    |                                    |                                                   |
| Krapinsko-zagorska županija  | (3)                                            | 18,0 km | Krapina                            |                                    | → Krapina / Krapinske Toplice / Podgora Krapinska |
| Krapinsko-zagorska županija  | Vijadukt                                       | 17,3 km | Vijadukt Krapinčica (530 m)        |                                    |                                                   |
| Krapinsko-zagorska županija  | Tunel                                          | 16,1 km | Tunel Levačica (374 m)             |                                    |                                                   |
| Krapinsko-zagorska županija  | Tunel                                          | 14,4 km | Tunel Vidovci (261 m)              |                                    |                                                   |
| Krapinsko-zagorska županija  | Vijadukt                                       | 13,4 km | Vijadukt Tkalci (204 m)            |                                    |                                                   |
| Krapinsko-zagorska županija  | Tunel                                          | 11,3 km | Tunel Sv. tri kralja (1.741 m)     |                                    |                                                   |
| Krapinsko-zagorska županija  | Vijadukt                                       | 10,7 km | Vijadukt Šum (160 m)               |                                    |                                                   |
| Krapinsko-zagorska županija  | Tunel                                          | 10,1 km | Tunel Brezovica (590 m)            |                                    |                                                   |
| Krapinsko-zagorska županija  | Vijadukt                                       | 9,9 km  | Vijadukt Puhi (227 m)              |                                    |                                                   |
| Krapinsko-zagorska županija  | Vijadukt                                       | 9,4 km  | Vijadukt Ravninščica (352 m)       |                                    |                                                   |
| Krapinsko-zagorska županija  | (2)                                            | 8,4 km  | Đurmanec                           |                                    | → Đurmanec / Hum na Sutli / Bednja / Celje        |
| Krapinsko-zagorska županija  | Vijadukt                                       | 7,7 km  | Vijadukt Straža (206 m)            |                                    |                                                   |
| Krapinsko-zagorska županija  | Tunel                                          | 7,5 km  | Tunel Đurmanec (204 m)             |                                    |                                                   |
| Krapinsko-zagorska županija  | Prometni znak Parkiralište                     | 4,0 km  | Odmorište Lepa Bukva               | Odmorište Lepa Bukva               | Odmorište Lepa Bukva                              |
| Krapinsko-zagorska županija  | Tunel                                          | 3,0 km  | Tunel Frukov Krč (341 m)           |                                    |                                                   |
| Krapinsko-zagorska županija  | Zabrana prolaska bez zaustavljanja – cestarina | 1,7 km  | Naplatna postaja Trakošćan         | Naplatna postaja Trakošćan         | Naplatna postaja Trakošćan                        |
| Krapinsko-zagorska županija  | (1)                                            | 0,9 km  | Trakošćan                          |                                    | → Trakošćan                                       |
| Krapinsko-zagorska županija  | Granični prijelaz                              | 0,0 km  | G.P. Macelj (HR) – Gruškovje (SLO) | G.P. Macelj (HR) – Gruškovje (SLO) | G.P. Macelj (HR) – Gruškovje (SLO)                |
| → Maribor, Slovenija         |                                                |         |                                    |                                    |                                                   |

|  | Dvotračna brza cesta     |
|  | Čvor s drugom autocestom |
|  | U izgradnji              |
|  | Planirano                |

## Kontroverze
Gradnja autoceste A2 i njeno davanje u koncesiju popračeno je raznim kontroverzama. Prema navodima medija iz 2007. godine, austrijska tvrtka Strabag, u čijem je većinskom vlasništvu tvrtka Autocesta Zagreb-Macelj d.o.o., dugovala je 14,5 milijuna eura tvrtki Ceste Varaždin, koja je bila jedna od glavnih graditelja autoceste. Državnom revizijom otkriveno je da ni Ministarstvo mora, prometa i infrastrukture ni društva koja upravljaju AZM-om ne posjeduju dokumentaciju na temelju koje je dodijeljena koncesija. Utvrđeno je i da za dodjelu autoceste u koncesiju nije proveden javni natječaj i da su ugovorne odredbe značajno mijenjane nakon zaključivanja ugovora. Kontroverzna je i ugovorna odredba da u slučaju pada prometa na autocesti, država naknadama nadoknađuje gubitak prihoda društvu AZM. Tom je odredbom Republika Hrvatska iz državnog proračuna isplatila 166 milijuna kuna tvrtki AZM između 2013. i 2016. godine.

## Vanjske poveznice
- Autocesta A2 na stranicama Hrvatske udruge koncesionara za autoceste s naplatom cestarine  Arhivirana inačica izvorne stranice od 24. rujna 2015. (Wayback Machine)